# Lemberg-Czernowitz-Jassy Eisenbahn
Lemberg-Czernowitz-Jassy Eisenbahn (LCJE) (în română Calea ferată Liov-Cernăuți-Iași) a fost o companie privată de căi ferate din Austro-Ungaria.

## Istoric
Această companie a fost fondată ca parte a consorțiului condus de industriașul feroviar Victor Ofenheim după achiziționarea dreptului de concesiune pentru Calea ferată Liov-Cernăuți la 11 ianuarie 1864 și a purtat inițial denumirea Lemberg-Czernowitzer Eisenbahn. Construcția căii ferate a progresat rapid și a fost finalizată în 1866.
La 15 mai 1867 compania a primit concesiunea construcției și exploatării căii ferate de la Cernăuți la Suceava ; acest traseu a fost pus în funcțiune la 28 octombrie 1869.
În 1868 compania feroviară a primit și concesiunea construcției și exploatării Căii ferate de la Suceava la Iași cu ramificații spre Botoșani și spre Roman (puse în funcțiune în perioada 1869/71). Deoarece rețeaua feroviară s-a extins considerabil, compania și-a schimbat, la 14 octombrie 1868, denumirea în cea de „K. k. priv. Lemberg-Czernowitz-Jassy-Eisenbahngesellschaft“.
Traseele construite de LCJE au fost împărțite în linii austriece și românești. În plus, LCJE a fost implicată și în construcția unor căi ferate secundare:
- Calea ferată secundară Cernăuți-Noua Suliță (5 iunie 1884[3])
- Eisenbahn Lemberg–Bełżec (Tomaszów) (23 iunie 1886[4])
- Bukowinaer Lokalbahnen (16 aprilie 1887[5])
- Kolomeaer Lokalbahnen (28 aprilie 1886[6])

În urma înmulțirii reclamațiilor cu privire la condițiile de funcționare ale căilor ferate (printre alte deficiențe a fost și prăbușirea unui pod feroviar ce traversa râul Prut), statul austriac a pus sechestru la 7 octombrie 1872 pe liniile feroviare de pe teritoriul Austriei, acesta fiind anulat abia la 31 iulie 1875.
De asemenea, s-au înregistrat multe reclamații și pe căile ferate aflate pe teritoriul României, așa că în 1888 și aici s-a procedat la punerea liniilor sub sechestru de stat. După ce societatea feroviară a înaintat o plângere împotriva modului în care a acționat statul român, s-a ajuns la preluarea liniilor românești de către stat. Acestea au intrat în proprietatea Căilor Ferate Române. Și pe partea austriacă s-a procedat la 1 iulie 1889 la preluarea pe baza legislației în vigoare a operațiunilor de către Căile Ferate de stat cezaro-crăiești ale Austriei.
După sfârșitul Primului Război Mondial, cea mai mare parte a acestor căi ferate a ajuns pe teritoriul României și a fost preluată de compania feroviară de stat. Tronsonul Lemberg–Sniatin s-a aflat pe teritoriul Poloniei și a fost naționalizat la 24 martie 1928 (fiind trecut sub administrarea Căilor Ferate de stat ale Poloniei).

## Trasee
- Lemberg–Cernăuți (1 septembrie 1866) - cu o lungime de 266.66 km
- Cernăuți–Suceava (28 octombrie 1869) - cu o lungime de 89.90 km
- Suceava–Roman (15 decembrie 1869) - cu o lungime de 103.31 km
- Pașcani–Iași (1 iunie 1870)
- Verești–Botoșani (1 noiembrie 1871)